# روی پنهان گانگنام
روی پنهان گانگنام (انگلیسی: Gangnam B-Side؛ کره‌ای: 강남 비-사이드) یک مجموعه تلویزیونی محصول کره جنوبی به نویسندگی و کارگردانی پارک نو ری به همراه جو وون گیو و با بازی جو وو جین، جی چانگ ووک، ها یون کیونگ و بی‌بی است. این مجموعه در ۶ نوامبر ۲۰۲۴ از دیزنی پلاس پخش شد.

## بازیگران

### اصلی
- جو وو جین در نقش کانگ دونگ وون[۲]
- جی چانگ ووک در نقش یون گیل هو[۲]
- ها یون کیونگ در نقش مین سو جین[۲]
- بی‌بی در نقش کیم جه هی[۳]

### مکمل
- اوه یه جو در نقش کانگ یه سو[۴]